# Блажевич, Митрофан Викторович
Митрофа́н Ви́кторович Блаже́вич (23 ноября (5 декабря) 1869 года — декабрь 1941 года) — протоиерей Православной Российской Церкви, член III Государственной думы от Витебской губернии.

## Семья, образование
Окончил в 1885 году Витебское духовное училище и в 1891 году Витебскую духовную семинарию со степенью студента.
Был женат; известно, что в семье был сын Геннадий (1895 — после 1939; преподаватель учкомбината Хабаровского горторга)

## Служба
15 (27) июня 1891 года был назначен псаломщиком Чернецовской церкви Михаила Архангела Невельского уезда. 14 (26) июня 1893 года был рукоположен во священника к Кисилевской Успенской церкви Себежского уезда. Построил Киселевскую церковно-приходскую школу, в которой состоял заведующим и законоучителем, способствовал культурному и экономическому развитию села, пользовался авторитетом среди крестьян. В 1893—1900 годах был противораскольническим миссионером по 3-му благочинию Себежского уезда.
27 апреля (10 мая) 1911 года был избран членом Государственной думы от Витебской губернии на место умершего протоиерея Феодора Никоновича. Входил в русскую национальную фракцию. Состоял членом комиссий о мерах борьбы с пьянством и по народному образованию.
В начале 1912 года попросился в военное ведомство. 13 (26) октября 1913 года назначен настоятелем Софийского собора лейб-гвардии Гусарского Его Величества полка в Царском Селе. Служил при соборе, возможно, до 1919 года.
В списках 1937 года среди священников епархии не числился. В 1941 году проживал в Ленинграде на Старорусской улице. Умер в декабре 1941 года во время блокады.

## Награды, знаки отличия

### Церковные, богослужебные награды
- 1899 год — Библия от Училищного совета Святейшего Синода;
- 7 (19) апреля 1899 года — набедренник;
- 9 (22) сентября 1904 года — скуфья;
- 6 (19) мая 1908 года — камилавка;
- 6 (19) мая 1911 года — синодальный наперсный крест;
- 6 (19) мая 1915 года — сан протоиерея;
- 26 марта (8 апреля) 1916 года — золотой наперсный крест на Георгиевской ленте из Кабинета Его императорского величества

### Светские награды
- Серебряная медаль в память Александра III;
- Тёмно-бронзовая медаль за труды по Первой всеобщей переписи населения;
- 31 декабря 1914 (13 января 1915) — орден Святого Владимира 4-й степени с мечами «за отлично-усердную службу и труды, понесенные во время военных действий»